# Paramimistena enterolobii
Paramimistena enterolobii är en skalbaggsart som beskrevs av J. Linsley Gressitt och Yves Rondon 1970. Paramimistena enterolobii ingår i släktet Paramimistena och familjen långhorningar.
Artens utbredningsområde är Laos. Inga underarter finns listade i Catalogue of Life.